# سد وادي أشواق
سد وادي أشواق؛ هو أحد السدود الواقعة في محافظة ضباء بمنطقة تبوك شمال المملكة العربية السعودية.

## نبذة
يعتبر سد وادي أشواق من السدود الترابية المغلقة بالخرسانة بطول 600 متر وبارتفاع سبعة أمتار وبسعة تخزينية تصل إلى 705940 مترًا مكعبًا. 

## أهداف إنشاء السد
تم إنشاء السد بهدف تخفيف حدة الفيضانات وحفظ الأرواح والممتلكات وتخزين المياه لصرفها وفق متطلبات الزراعة والري.

## تكاليف السد الإجمالية
تمت إقامة سد وادي أشواق من ضمن مشروع أعلن عام 2009 م شامل تنفيذ 11 سد وقد كان منها سد وادي أشواق، حيث بلغت التكلفة الإجمالية للمشروع حوالي 100 مليون ريال.

## وصلات خارجية
- الموقع الرسمي لوزارة المياه والكهرباء السعودية